# Serranochromis thumbergi
Serranochromis thumbergi är en fiskart som först beskrevs av Castelnau, 1861.  Serranochromis thumbergi ingår i släktet Serranochromis och familjen Cichlidae. IUCN kategoriserar arten globalt som livskraftig. Inga underarter finns listade i Catalogue of Life.